# Peperomia spruceana
Peperomia spruceana är en pepparväxtart som beskrevs av George Bentham och C. Dc.. Peperomia spruceana ingår i släktet peperomior, och familjen pepparväxter. Inga underarter finns listade i Catalogue of Life.